# ADNOC Headquarters
ADNOC Headquarters (Sede ADNOC; en árabe مقر أدنوك) es un rascacielos situado en la capital de los Emiratos Árabes Unidos, Abu Dhabi. La construcción comenzó en 2009 y terminó en 2015. El edificio tiene 76 pisos de oficinas que sirven de sede para la Abu Dhabi National Oil Company. 
Con una altura de 342 metros, la torre es segundo edificio más alto de la ciudad, por detrás de los 381 metros de altura del 'Burj Mohammed Bin Rashid'.

## Diseño
El edificio guarda cierto parecido con la Torre Bankia de Madrid y con la Chelsea Tower de Dubái. El diseño se basa en dos grandes columnas de hormigón que se elevan hasta 342 metros. El espacio comprimido entre las dos columnas alberga las oficinas, cuyos pisos tienen dos fachadas paralelas de cristal (las otras dos son las de hormigón).